# 김동수 (축구 선수)
김동수(한국 한자: 金東秀, 1995년 2월 21일 ~ )는 대한민국의 축구 선수로, 포지션은 센터백이다. 현재 부산 아이파크에서 뛰고 있다.

## 클럽 경력
김동수는 영등포공업고등학교를 졸업하고 경희대학교로 진학하였다.
2014년 초 독일 프로팀 함부르크 SV의 제의를 받고 떠났다. 함부르크 U-19 팀에서 시작하였으며, 4월 12일 첫 기회를 부여받고, 분데스리가 U-19에서 5경기 출전 1골을 기록하였다. 2014-15 시즌이 되면서, 김동수는 함부르크 성인팀 B팀인 함부르크 II로 합류하였다. 두 시즌 동안 46경기 2골을 기록하며, 1군 데뷔의 기대감이 높아졌다. 2014년에는 미얀마에서 열린 AFC U-19 챔피언십에 차출 요청을 받았으나, 함부르크 II의 3부리그 승격을 위해 거절되기도 하였다. 그러나 팀의 승격은 끝내 좌절되었고, 김동수는 함부르크 A팀 데뷔를 이루지 못하고 계약 만료로 팀을 떠나게 되었다.
2017년 1월 17일 일본 J1리그의 오미야 아르디자에 자유 계약으로 입단했다.
2020년 여름 이적시장을 통해 K리그2의 FC 안양에 입단했다.
2021시즌을 앞두고 V리그 1의 호앙아인 잘라이 FC로 이적했다.
2022 시즌 중 부산 아이파크로 이적하여 K리그에 복귀하였다.

## 국가대표 경력
김동수는 2009년 대한민국 U-17 축구 국가대표팀에 첫 발탁되었으며 이후 연령별 대표팀을 골고루 경험했다.